# Rhododendron seimundii
Rhododendron seimundii är en ljungväxtart som beskrevs av J.J. Smith. Rhododendron seimundii ingår i släktet rododendron, och familjen ljungväxter. Inga underarter finns listade i Catalogue of Life.